# Митченки
Митче́нки — село в Україні, у Батуринській територіальній громаді Ніжинського району Чернігівської області.

## Географія
Село Митченки розташоване на невеличкій річці Митча (Титча, Тютча), що починається неподалік від села і впадає в Сейм, є його лівою притокою. 
Середня висота населеного пункту - 128 м над рівнем моря. Село знаходиться в зоні помірного помірно-континентального клімату.
Село Митченки знаходиться за 7 км від центру громади — м.Батурина, на автошляху Р61.
Біля села знаходиться гідрологічний заказник місцевого значення Митченківське.

## Походження назви
Походження назви Митченки достеменно не відоме.

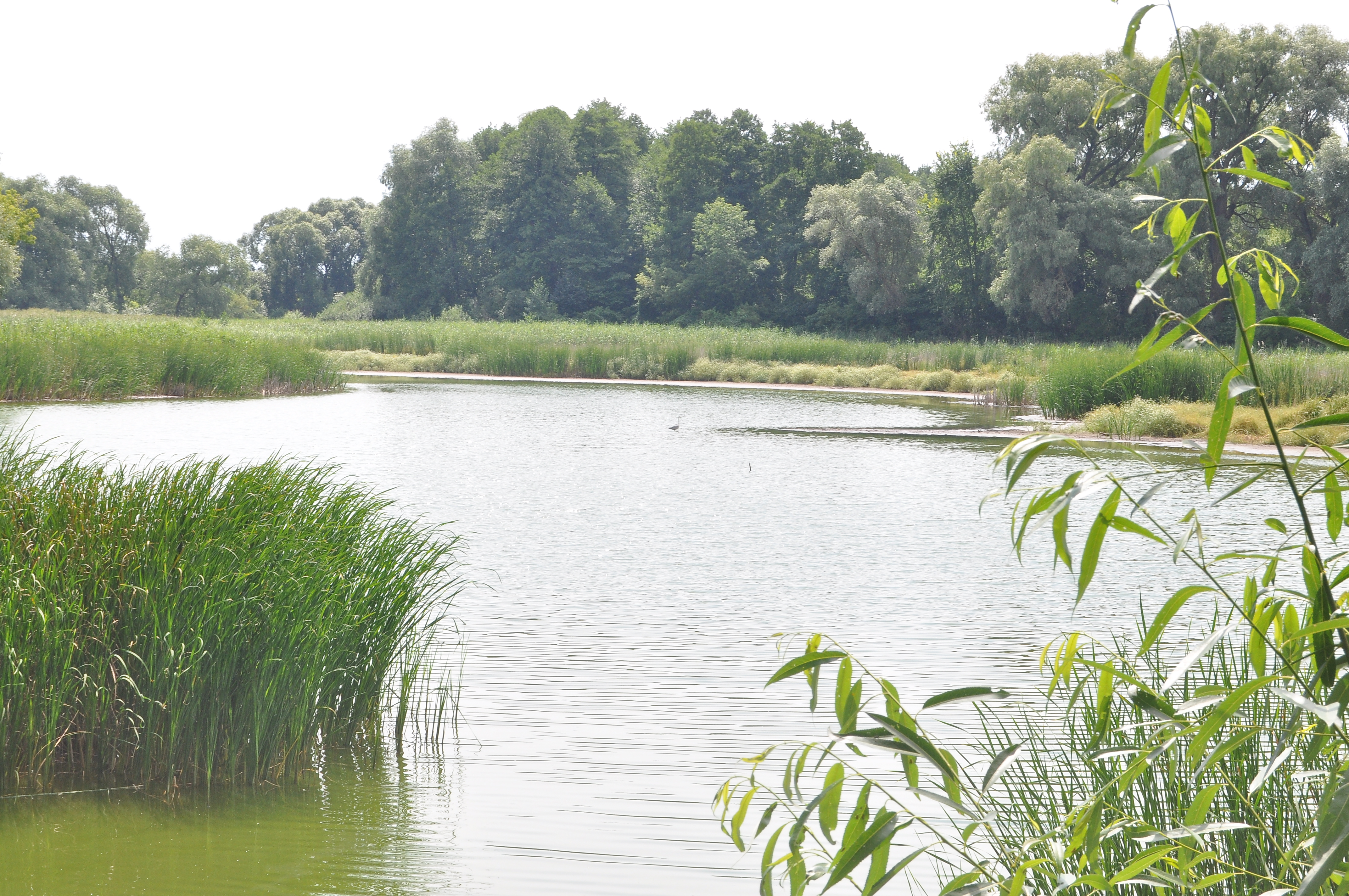
Гідрологічний заказник «Митченківське».

## Історія

### Витоки
Засноване адміністрацією Речі Посполитої (1618—1648). На думку історика Олександра Лазаревського — заселене після 1625 р., одночасно з Батурином. За іншими даними, вже існувало 1606 року.
Село знаходиться на старому Батуринському шляху — дорозі з Батурина до Конотопа.

### Доба козаччини
У 1648—1781 роках входило до складу Батуринської сотні Ніжинського полку Гетьманської України.
За описом 1654 р. у селі була дерев'яна церква Покрови Пресвятої Богородиці. Жителів: козаків – 155, «міщан» – 187 дворів.
За матеріалами Слідства про маєтності Ніжинського полку (1729-1730), за часів Дем'яна Ігнатовича, Івана Самойловича, Івана Мазепи та Івана Скоропадського Митченки були ранговим гетьманським володінням.
За універсалом від 2 березня 1709 р. Митченки були надані гетьманом Іваном Скоропадським гадяцькому полковнику Івану Чарнишу. Пізніше, 1718 р., Чарниш виклопотав на Митченки й царську грамоту, підписану державним канцлером Головкіним. Чарниш став найтяжчим державцем для своїх «підданих», з яких він стягував тяжкі побори, користуючись своїм становищем (особливо після того, як став генеральним суддею). Іван Чарниш помер у Москві у вигнанні († 1728 р.). Його близькі, а потім далекі нащадки володіли селом до 1769 р.
За даними Генерального опису, в кінці 1760-х років у селі Митченки було дві дерев'яні церкви: Великомучениці Варвари та Покрови Пресвятої Богородиці, 359 козацьких і 14 селянських дворів. У селі були володіння екс-гетьмана Кирила Розумовського та дрібних власників — компанійського сотника Клима Демидовського, військового канцеляриста Герасима Висоцького, військового товариша Федора Козловського, значкового товариша Івана Жиловича, таємного радника Григорія Теплова, священників Олександра Ладинського та Данила Пучківського.
У 1782 році, після запровадження волосного правління, Митченки увійшли до складу Батуринської волості Коропського повіту Новгород-Сіверського намісництва.

### ХІХ століття
У селі Митченки проживали козаки, кріпаки, ремісники, купці, чумаки і 13 єврейських сімей, кожна з яких тримала крамницю. Більшу частину населення в селі становили козаки, а тому воно вважалося козацьким селом. 
Місцевими заможними власниками угідь були Зорницький, Мельник, Константинов, Стефановський, Кирей.
У 1866 році в селі нараховувалося 367 дворів, у яких проживало 3175 осіб, а в 1897 році  — 740 дворів з населенням 4649 осіб.
Наприкінці ХІХ століття при митченківських Варварівській та Покровській церквах діляли церковно-парафіяльні школи з трирічним навчанням та одна земська школа з чотирирічним терміном навчання (відкрита  після заснування в 1864 році земств).
1814 у Митченках Петро Прокопович сконструював вулик розбірної конструкції, який винахідник назвав «рамковим».
1828 він же заснував тут першу в Європі Школу бджолярства, яку 1830 року перевів до с. Пальчики. 
Будівлю колишньої школи розібрали 1975 року, але збереглися її детальні креслення.[джерело?]
У 1836—1917 рр. у селі діяв дзвоноливарний завод (один із 25, що працювали в Російській імперії). За цей час у Митченках відлили близько 30-35 дзвонів різної ваги, від 30 до 300 пудів.[джерело?] Один із найвідоміших майстрів — Никифор Антонович Котляр (Котляров).
У селі зберігся «гамазин» (зерновий склад), побудований 1805 року. Таких споруд в Україні нині є одиниці.[джерело?]

### ХХ століття

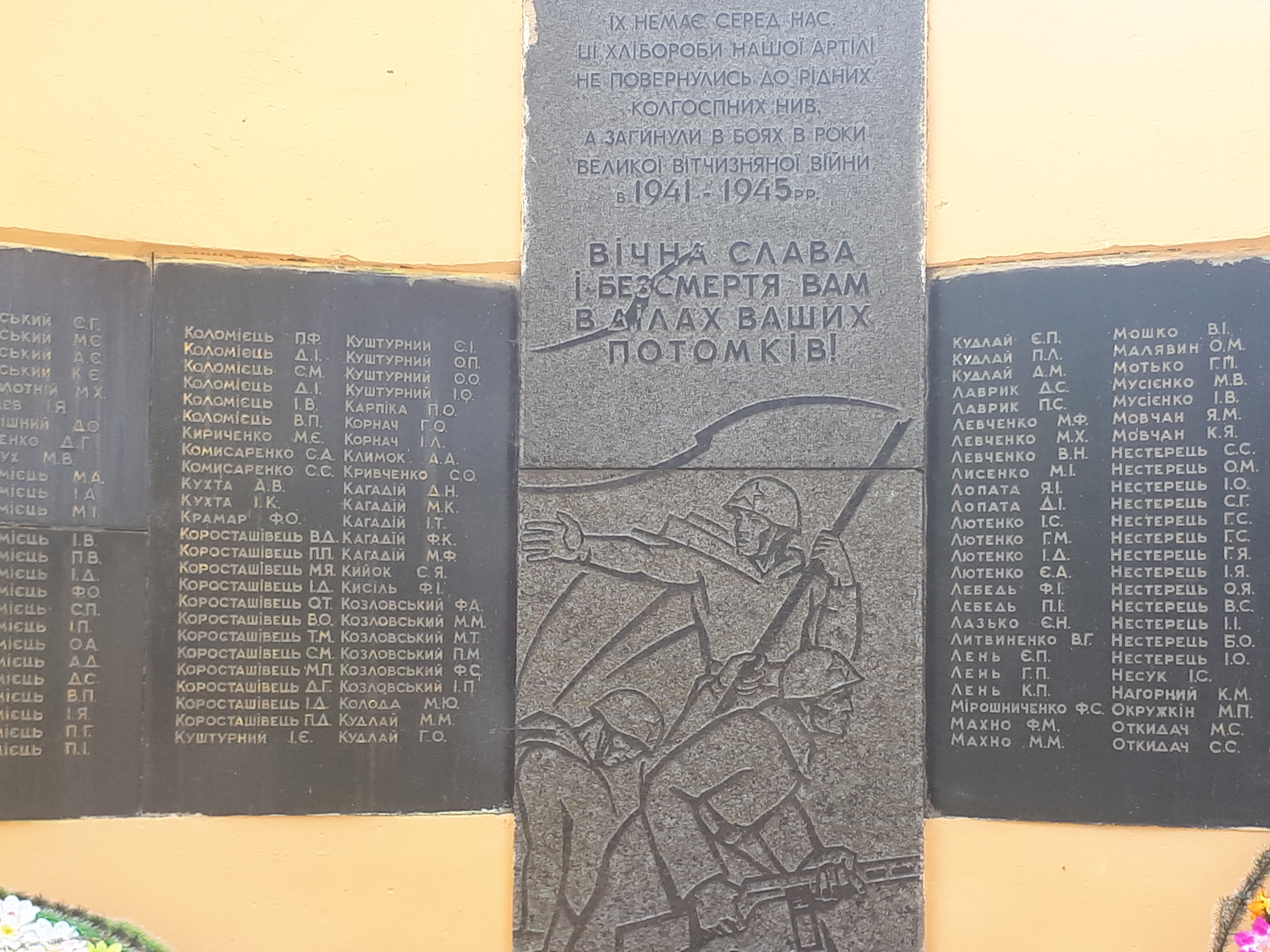
Монумент жертвам Другої світової війни у с. Митченки. Встановлений 1970.

#### Голодомор, списки загиблих
- Дерев'янко Петро […], 1933 р., голод
- Куштурний Трохим […], 1933 р., голод
- Рябенко Семен Йосипович, 1933 р., голод
- Шеляг Софія Микитівна, 5 років, утриманець; 1933 р., голод.[7]

Упродовж вересня 1941 — вересня 1943 село було окуповане нацистами. Під час Другої світової війни загинуло 396 митченців.
У 1972 в селі розташовувались фельдшерсько-акушерський пункт з пологовим відділенням, 2 бібліотеки, середня школа на 410 і будинок культури на 450 місць, колгосп імені Калініна, що утримував 5110 гектарів землі і займався зерновими та м'ясо-молочним скотарством.
У 1990-х роках у селі розташовувались СТОВ «Нива», середня школа, будинок культури, фельдшерсько-акушерський пункт, відділення зв'язку, бібліотека.

### ХХІ століття
12 червня 2020 року, відповідно до розпорядження Кабінету Міністрів України № 730-р «Про визначення адміністративних центрів та затвердження територій територіальних громад Чернігівської області», увійшло до складу Батуринської міської громади.
19 липня 2020 року, в результаті адміністративно-територіальної реформи та ліквідації Бахмацького району, село увійшло до складу Ніжинського району Чернігівської області.

## Населення

### Мова
Розподіл населення за рідною мовою за даними перепису 2001 року:
| Мова       | Відсоток |
| ---------- | -------- |
| українська | 98,59%   |
| російська  | 0,94%    |
| білоруська | 0,47%    |

### Уродженці села
- Прокопович Петро Іванович (10 липня 1775 — †3 квітня 1850) — видатний український бджоляр, основоположник раціонального бджільництва. У селі збереглася хата, де він народився, та хата на вул. Шкодинці (нині Мельникова), де мешкав П.Прокопович, а згодом його зять і нащадки (теперішній власник — Володимир Михайлович Садівничий). Довгий час зберігалися клуня (згоріла 1946) та стодола (розібрана 1948) П. Прокоповича. У селі досі живе нащадок П.Прокоповича — Костянтин Іванович Корнач.[1]
- Великдан Степан Петрович (1819—1879) — український пасічник, організатор наукового пасічникарства, останній директор Школи пасічників Петра Прокоповича. Симпатик українського руху, кореспондент журналу Пантелеймона Куліша «Основа».
- Білий Микола Андрійович (1871 - ?) - вчитель танців, український громадський діяч у Харбіні (Китай)
- Білоножко Степан Юхимович — генерал-полковник армії СРСР, командувач Туркестанського військового округу СРСР (1969—1978).
- Брайко Петро Овсійович (1919–2018) — полковник армії СРСР, Герой Радянського Союзу, 1934 року закінчив семирічку у рідному селі, 1937 року — Конотопський педагогічний технікум. У 1940 році отримав омріяну військову освіту у Московському прикордонному інституті. Під час війни перебував у партизанському загоні Сидора Артемовича Ковпака. З 1967 року займається літературною діяльністю (повісті «Жінка і смерть», «Увага! Ковпак», «Знайомий почерк», «Портрет комісара»).

### Пов'язані з селом
Котляр Никифор Антонович - колезький реєстратор, староста митченської Покровської церкви. Уродженець містечка Нових Млинів Сосницького повіту, мешкав у Митченках.
Мав хист до винахідництва й механіки. Майстер-самоучка, що досяг мистецтва лити дзвони в 200 і навіть 300 пудів вагою, лити мідні винокурні котли, труби різних форм і величини, самовари червоної і жовтої міді, робити залізні речі: замки, землеробські знаряддя і різні інструменти. Він відлив до 50 штук дрібновагових і великовагових дзвонів  в різні церкви різних повітів Чернігівської губернії, у тому числі кілька - в церкви Полтавської губернії. З них особливо примітний дзвін вагою в 270 пудів, відлитий в Путивльський Печерський монастир.

### Загиблі уросійсько-українській війніз 2014
- 22 вересня 2024, Маїрко Валентин Миколайович (нар. 01.10.1992 у с.Городище; похований у Митченках).
- 11 жовтня 2024, Откидач Олександр Миколайович (нар. у Митченках; похований у Митченках).

## Школа
Будівлю школи зведено в 1937 році з матеріалу від розібраної у 1934 Варварівської церкви. Будівництвом керував інженер-будівельник з Чернігова Іванов і місцевий прораб Федір Откидач. Двоповерхова семирічна школа мала 12 класних кімнат. У 1938 школу перевели в десятирічну з назвою Митченська середня школа. Її перший випуск відбувся 21 червня 1941 , а другий — 20 червня 1945 . 
Директори Митченківської школи: Назаренко Василь Савич (1953—1958), Старченко Софія Миколаївна (1958—1960), Прокопенко Дмитро Микитович (1961—1982), Винниченко Яків Михайлович (1982—1990), Олекса Василь Іванович (1990—1999), Салогуб Валерій Володимирович (1999—2001), Рябенко Володимир Михайлович (2001—2011), Наумчик Світлана Іванівна (з 2011).
Внаслідок пожежі 5 травня 2001 було втрачено покрівлю головного корпусу школи. Другий поверх було демонтовано.
У 2005 Митченківська середня школа перейменована на Митченківську загальноосвітню школу І-ІІІ ступенів.  У 2013 році її було реорганізовано у Митченківський навчально-виховний комплекс «загальноосвітній навчальний заклад І-ІІІ ступенів – дошкільний навчальний заклад». Станом на 2016-2017 навчальний рік у школі працювало 16 вчителів, 1 вихователь дошкільної групи та 1 бібліотекар. Діяло 9 класів, у яких навчалося 76 учнів та 17 дошкільнят віком 3-6 років. 
У 2024 році в Митченківській філії І-ІІ ступенів Батуринської загальноосвітньої школи І-ІІІ ступенів імені Григорія Орлика Батуринської міської ради навчається 48 учнів та працює 11 вчителів.

## Церкви

### Покровська
Розташовувалася у північно-західній частині села, на підвищенні лівого берега річки Тютчі. Першу дерев’яну церкву збудовано до 1654 р. У 1746 р. храм згорів під час пожежі, після чого богослужіння проводилися у пристосованій будівлі. В 1800 р. із скасованого Рувимського Сосницького монастиря коштом намісника Іоана Андрійовича Прокоповича (батька бджоляра Петра Прокоповича) й парафіян було перенесено церкву і освячено на честь Покрови Богородиці. В 1880 р. на кошти парафіян було споруджено новий дерев’яний Покровський храм на кам’яному фундаменті, дзвіницю, муровану сторожку. Із західного боку церкви стояв мурований паркан, решта огорожі була дерев'яною. До нашого часу не збереглася.

### Варварівська
Дерев'яна церква, побудована в 1746 р. в центральній частині села, на узвишші правого берега Тютчі. Зведена коштом батуринського сотника Олексія Демидовського.  Згоріла у 1848 р. Того ж таки року побудовано новий храм Великомучениці Варвари, придбаний у селі Курилівці митченським землевласником О.Ю. Лихошерстовим.  До нашого часу не збереглася.

### Вознесенська
Існувала в 1707-1767 рр.
Священик і парафіяни в 1767 р. писали: «церков Вознесения Господня, с 1707 г. от постройки своєї без починки состоявшая, ноября 25 1767 г. в четвертом часу ночи запалилась, вся на пепел сгоріла; на престол св. дары, антиминс, євангеліє, крести, сосуди, аппарати, книги круга церковного: все от мала до велика погоріло».
Прохання прихожан про дозвіл побудувати новий храм і видати грамоту для збору пожертвувань в Запоріжжі було задоволене, але храм так і не відбудували.